# Kak Ivanusjka-duratjok za tjudom khodil
Kak Ivanusjka-duratjok za tjudom khodil (russisk: Как Иванушка-дурачок за чудом ходил) er en sovjetisk spillefilm fra 1977 af Nadesjda Kosjeverova.

## Medvirkende
- Oleg Dahl som Ivanusjka
- Jelena Proklova som Nastenka
- Mikhail Gluzskij som Marko Bogatyj
- Tatjana Pelttser som Varvara
- Vladimir Etusj som Fakir